# طوم هنري
طوم هنري (بالإنجليزية: Tom Henry)‏ (8 نوفمبر 1951 – 28 مارس 2024) هو سياسي أمريكي، ولد في 8 نوفمبر 1951 في فورت واين في الولايات المتحدة. حزبياً، نشط في الحزب الديمقراطي، شغل هنري منصب عمدة مدينة فورت واين لمدة خمس فترات، ليصبح عمدة المدينة الأطول خدمة.